# クンシラン
クンシラン（学：Clivia nobilis）は、ヒガンバナ科クンシラン属に含まれる一部の植物の総称。クリビア、クリヴィアとも呼ばれる。尚、一般的にクンシランと呼ばれる種の正確な和名は、ウケザキクンシラン（学：Clivia miniata）である。

## 特徴
南部アフリカのナタール州周辺に生息する球根植物で、太い根、光沢がある葉、漏斗型の橙色の美しい花を持つ。名前にランと含まれているが、ラン科ではなくヒガンバナ科に属する。日本には明治時代に渡来したとされている。花色は橙色が主流であるが、黄緑色、クリーム色の花もある。葉に斑がが入る種もある。花を観賞する他に、色が濃く艶やかな葉は1年中楽しめるため、観葉植物としても親しまれている。また、開花後には果実が生り、その果実も観賞対象となっている。株自体の寿命も長いので、長期間花や葉を楽しめる。花茎があまり伸びず、コンパクトに草姿がまとまる矮性のグループは「ダルマ系」と呼ばれている。。クンシラン（Clivia nobilis）は花を下向きにつけ、ウケザキクンシラン（Clivia miniata）は花を上向きに開花させる。3月5日、3月15日の誕生花で、花言葉には「高貴」「貴ぶ」「誠実」「情け深い」「端正」「幸せを得る」「高潔」「気高い」がある。

## 栽培方法
クンシランは直射日光を嫌い地植えは向かないので、素焼き鉢やテラコッタ鉢で栽培する。植え付けは4～5月に行う。加湿を嫌うので土壌は水はけのよい土を選ぶとよい。市販のクンシラン用の土を利用してもよい。花期は2～5月で、花が咲き終わったら屋外に移動し管理する。この際、雨や直射日光を避けられる場所を選ぶとよい。室内から屋外へ出すと日光で葉焼けして観賞価値が落ちるので、寒冷紗で30程度遮光して徐々に外の環境に馴化させていくと葉焼けを防げる。梅雨以降は成長期にあたる為、加湿による根腐れに気を付けながら灌水と真夏以外の時期には施肥を行う。10月以降に花芽が形成され始めるので施肥を止める。尚、この時期にしっかり寒さに晒さないと花芽が形成されないので注意する。花芽は5～10度の低温に60日程度当たると形成される。霜にあたると葉が傷むので、防寒対策を施しながら低温環境で育てる。梅雨時にはナメクジの食害が発生しやすいので、忌避剤、殺虫剤などを撒布しておくと安心。寒さには弱いため、蕾が大きくなりだしたら室内に取り込んで管理する。レースカーテン越しの光が当たるような環境に選んで育てる。

## 名称について
属名のCliviaはイギリスの貴族であるクライブ家にちなんでいる。または、イギリスの女流詩人クリビア公爵夫人にちなんでいる。種小名のnobilisは、「高貴な」という意味を持ち、ウケザキクンシランのMiniataは、「赤くなる」という意味を持っている。キバナウケザキクンシランの変種名Citrinaは「レモン色の」という意味である。和名の由来は種小名の意味の「高貴」からきている。

## 種

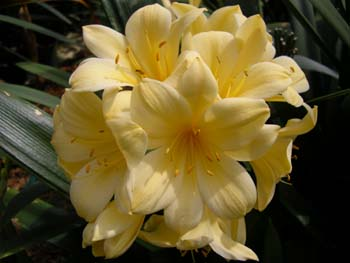
キバナウケザキクンシラン

クンシランとして栽培されるのが多いのはウケザキクンシランである。
- クンシラン Clivia nobilis

一本の花茎に10輪以上着花する多花性のクンシランであるが、花が下向きに咲いてしまうので、派手な印象は薄い。また、花も小ぶりである。葉縁には細かい鋸歯が並び、葉の先端は窪んだ形状をしている。
- ウケザキクンシラン Clivia miniata

一本の花茎につける花数は少ないが、花の直径は大きく、上向きに花が咲くので華美な印象を受ける。葉縁は全縁であり、高性品種と矮性品種がある。
- キバナウケザキクンシラン Clivia miniata var. citrina

ウケザキクンシランの変種で、花は黄色～クリーム色の花が咲く。基本的な特徴並びに性質はウケザキクンシランと同じ。